# Heinrich Wächter
Heinrich Wächter (* 19. März 1950 in Gelsenkirchen-Buer) ist Koch und Träger des Bundesverdienstkreuzes am Bande der Bundesrepublik Deutschland, verliehen für sein soziales Engagement. Er ist Gründer des Köche-Clubs Gelsenkirchen e. V. (Gründung am 16. Juli 1979), einem Zweigverein des Verbandes der Köche Deutschlands e. V.

## Medienauftritte
Heinrich Wächter ist durch eine Reihe von Fernsehauftritten als Koch einem breiteren Publikum bekannt geworden. So trat er unter anderem bei RTL, Sat.1, ProSieben, im WDR Fernsehen und in Radiosendungen des regionalem Hörfunks auf.
In den Tageszeitungen des Ruhrgebietes veröffentlicht er Kolumnen mit Rezepten regionaler Küche.

## Soziales Engagement
Seit 1993 veranstaltet Heinrich Wächter Benefiz-Galas zu Gunsten sozialer Einrichtungen und caritativer Zwecke. Bereits seit 1979 ist er Fachlehrer am Berufskolleg Königstraße in Gelsenkirchen. Ein Schwerpunkt seiner sozialen Arbeit liegt in der Ausbildung von Nachwuchsköchen und der Unterstützung von Schulen in der Ausbildung.
Am 13. September 2008 backten Heinrich Wächter und der Köche-Club Gelsenkirchen die mit 207 Metern längste Pizza der Welt und erreichten damit einen Weltrekord. Der Erlös der Aktion kam dem Förderverein für Krebsberatung und -hilfe in der Emscher-Lippe Region e.V. zugute.

## Auszeichnungen
- Bundesverdienstkreuz am Bande der Bundesrepublik Deutschland für seine Verdienste im sozialen und gesellschaftlichen Engagement.
- Bürgerpreis der Stadt Gelsenkirchen für sein vielfältiges Engagement zu Gunsten der Menschen und der Stadt Gelsenkirchen.
- Citypreis der Stadt Gelsenkirchen als kulinarischer Botschafter der Stadt Gelsenkirchen
- Auszeichnung mit der Ehrenbezeichnung „Bürger des Ruhrgebiets“ für sein beispielhaftes Wirken in herausragender Weise für das Ruhrgebiet vom Verein pro Ruhrgebiet.
- Westfälisches Blindhuhn (Sonderpreis für branchenfremde Komik)